# Phenacogaster microstictus
Phenacogaster microstictus är en fiskart som beskrevs av Eigenmann, 1909. Phenacogaster microstictus ingår i släktet Phenacogaster och familjen Characidae. Inga underarter finns listade i Catalogue of Life.